# Ian & Sylvia
Ian and Sylvia (Ян и Сильвия) — канадский фолк и кантри дуэт, состоявший из Яна и Сильвии Тайсон. Впервые вместе они начали выступать в 1959 году, поженились в 1964, а развелись и прекратили совместную творческую деятельность в 1975 году.

## История

### Ранняя жизнь
Ян Тайсон родился в 1933 году в городе Виктории (Британской Колумбии). В юности начал карьеру наездника родео. В середине 1950-х годов, во время восстановления после травмы в результате падения, начал учиться игре на гитаре. В конце 1950-х годов переехал в Торонто, работая в сфере развлечений. Начинал играть в клубах и кафе.
Сильвия Тайсон (урожденная Фрикер) родилась в 1940 году в Чатеме, Онтарио. В подростковом возрасте начала посещать фолк-клубы Торонто.

## Карьера

### Фолк-дуэт
В 1959 году Ян и Сильвия начали выступать вместе. Через три года, проживая уже в Нью-Йорке, они обратили на себя внимание менеджера Альберта Гроссмана, создателя Peter, Paul and Mary, который помог им заключить контракт с лейблом Vanguard Records, и в конце года дуэт выпустил свой дебютный альбом, состоявший в основном из фолк-песен. Первый и одноименный альбом Ian & Sylvia включал в себя британские и канадские традиционные песни, а также несколько блюзовых композиций. Альбом был достаточно успешным, чтобы Ян и Сильвия в 1963 году смогли оказаться среди участников популярного The Newport Folk Festival.
В 1964 году вышел второй альбом Four Strong Winds, основными треками которого была песня Боба Дилана Tomorrow Is a Long Time и Four Strong Winds, написанная Яном, ставшая хитом в Канаде, сделав дуэт известным В этом же году Ян и Сильвия поженились и выпустили свой третий альбом Northern Journey, содержавший блюзовую композицию «You Were on My Mind», написанную Сильвией. Впоследствии песню перезаписала калифорнийская группа We Five, внеся изменения в мелодию и текст (1965 #1 на the Cashbox chart, #3 на чарте the Billboard Hot 100).
Их четвёртый альбом, Early Morning Rain, состоял по большей части из современных композиций. Так в нём были песни канадского композитора и исполнителя Гордона Лайтфута (Early Morning Rain, For Loving Me), а также Стива Джиллетта (Darcy Farrow).
Play One More, вышедший в 1966 году показал движение дуэта в сторону нового тогда суб-жанра — «электрического фолка».
В 1967 году вышло ещё два альбома Ian & Sylvia, записанных на лейблах Vanguard и MGM — So Much for Dreaming и Lovin 'Sound.

## Пионеры кантри-рока
После переезда в 1967 году в Нашвилл, дуэт записал ещё два альбома: один для выполнения условий контракта с лейблом Vanguard (Nashville), другой для лейбла MGM (Full Circle, второй и последний выпущенный на нём), на которых присутствуют три композиции Боба Дилана из альбома Basement Tapes, большинство остальных были написаны Яном и Сильвией.
В 1969 году Ян и Сильвия создали кантри-рок группу Great Speckled Bird. Они выпустили одноимённый дебютный альбом на лейбле Ampex и спродюсированный Тоддом Рандгреном. Недолго просуществовавший лейбл не смог наладить хорошие продажи альбома, и он стал раритетным.
Последние свои совместные альбомы Ян и Сильвия записали на Columbia Records. Один из них был выпущен под названием Ian & Silvia (не путать с одноимённым дебютом 1962 года), состоя в основном из кантри композиций. Вторым альбомом стал You Were On My Mind (1972). Ни один из альбомов Columbia хорошо не продавался, и в 1974 году они были объединены и выпущены под названием The best of Ian and Sylvia.
В 1975 году Ян и Сильвия прекратили совместные выступления и вскоре развелись.

## Награды
- В 1992 году на церемонии Juno Awards дуэт был избран членом Зала славы канадской музыки.
- В 1994 году они оба были награждены Орденом Канады.

## Дискография

### Альбомы
| Год  | Альбом               | Позиция в чартах | Позиция в чартах | Лейбл    |
| Год  | Альбом               | CAN              | US               | Лейбл    |
| ---- | -------------------- | ---------------- | ---------------- | -------- |
| 1962 | Ian & Sylvia         | —                | —                | Vanguard |
| 1964 | Four Strong Winds    | —                | 115              | Vanguard |
| 1964 | Northern Journey     | —                | 70               | Vanguard |
| 1965 | Early Morning Rain   | —                | 77               | Vanguard |
| 1966 | Play One More        | —                | 142              | Vanguard |
| 1967 | So Much for Dreaming | —                | 130              | Vanguard |
| 1967 | Lovin' Sound         | —                | 148              | MGM      |
| 1967 | Nashville            | —                | —                | Vanguard |
| 1968 | Full Circle          | 48               | —                | MGM      |
| 1970 | Great Speckled Bird  | 54               | —                | Ampex    |
| 1971 | Ian and Sylvia       | 60               | 201              | Columbia |
| 1972 | You Were on My Mind  | —                | —                | Columbia |
| 1996 | Live at Newport      | —                | —                | Vanguard |

### Синглы
| Год  | Сингл                 | Позиция в чартах | Позиция в чартах | Позиция в чартах | Альбом              |
| Год  | Сингл                 | CAN AC           | CAN              | US               | Альбом              |
| ---- | --------------------- | ---------------- | ---------------- | ---------------- | ------------------- |
| 1965 | «Early Morning Rain»  | 1                | —                | —                | Early Morning Rain  |
| 1967 | «Lovin' Sound»        | —                | —                | 101              | Lovin' Sound        |
| 1971 | «Creators of Rain»    | —                | 73               | —                | Ian & Sylvia        |
| 1971 | «More Often Than Not» | 22               | —                | —                | Ian & Sylvia        |
| 1972 | «You Were on My Mind» | 4                | —                | —                | You Were on My Mind |